# Knafe

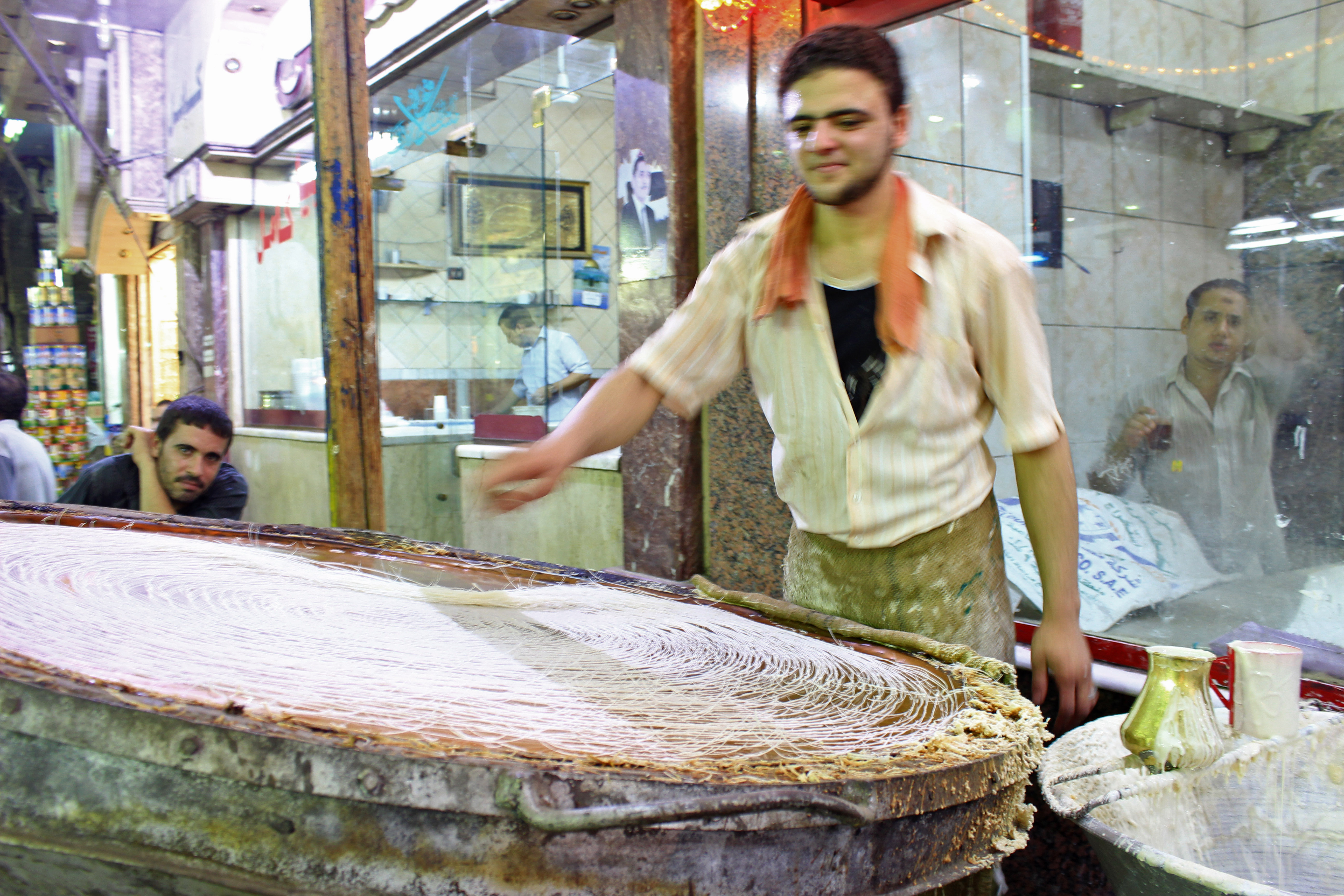
Preparação de kanafeh no Cairo, Egito.

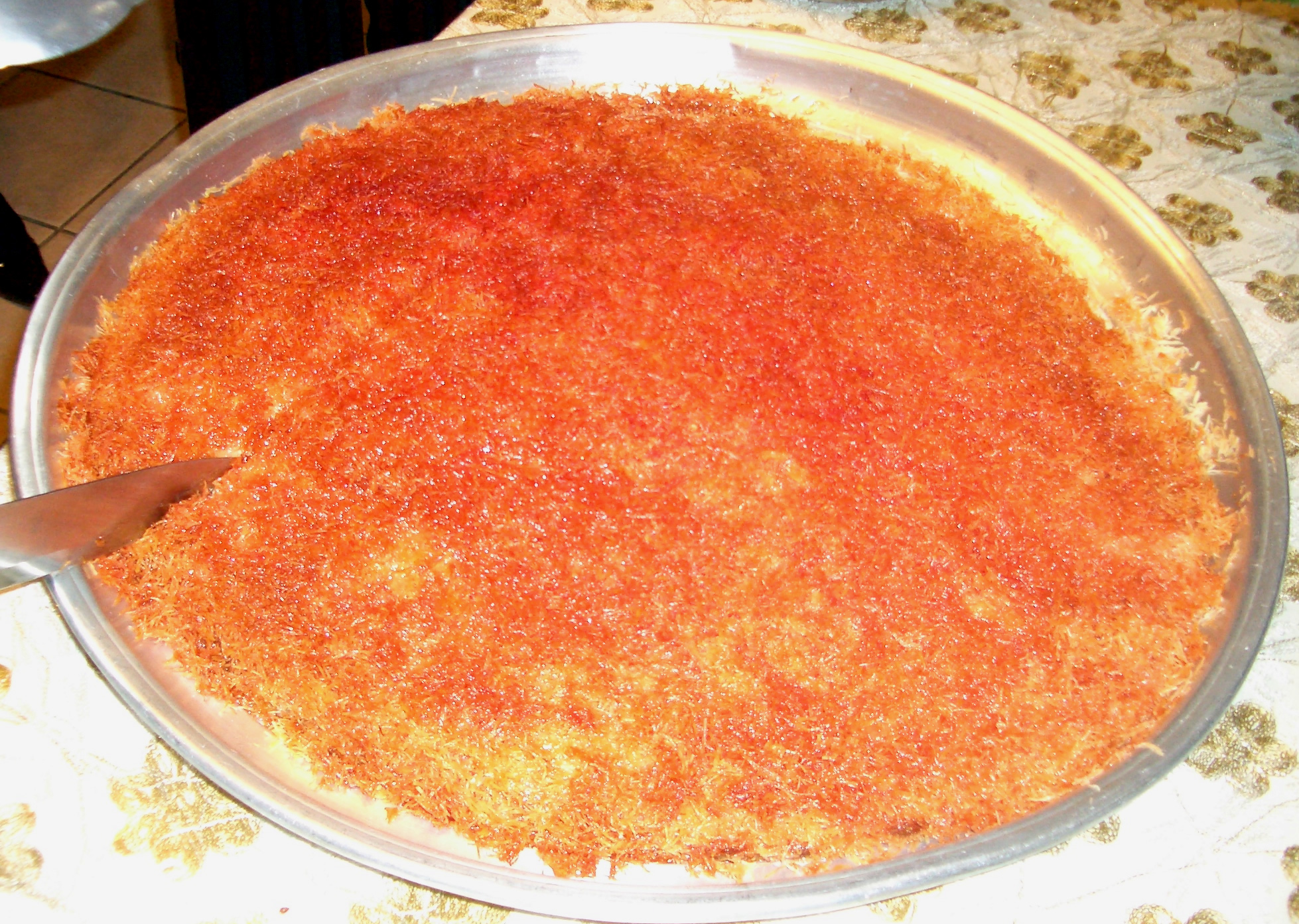
Knafe de Nablus, numa forma

Knafe (árabe: كنافة), também chamado knafeh, kanafeh, kunafeh, künefe ou kunafah, é um doce árabe feito de vermicelli, um tipo de massa bastante fina, semelhante à aletria, geralmente acompanhado de queijo.